# Вишеград (бистрички)
Вишеград (или Призренац) је утврђење која се налази 3 km југозападно од Призрена у клисури Бистрице које је цар Душан (краљ 1331—1346, цар 1346—1355) проширио до саме реке и у том делу је од 1348. до 1352. године подигао своју задужбину манастир светих Архангела. Тврђаву чине два дела:
- Горњи Град, на врху клисуре (око 680m нмв)
- Доњи Град, уз саму Бистрицу (око 525m нмв)

који су повезани бедемима дуж падина клисуре. Сам Горњи Град има облик неправилног петоугла са кулама у сваком темену, док је простор између Доњег и Горњег Града подељен са два нивоа попречних бедема (тзв. доњи и средњи бедем) који су додатно штитили Горњи Град. У Доњем Граду је смештен манастирски комплекс светих Архангела са двема црквама посвећеним светим Архангелима и светом Николи, конаком и пратећим објектима. Данас је целокупан простор Вишеграда у рушевинама.

## Називи
Сама тврђава је била првобитно подигнута као предстража граду Призрену, због чега су и њени називи Вишеград и Призренац повезани са градом односно његовом тврђавом. Док се термин Призренац обично тумачи као деминутив назива Призрен, назив Вишеград односно Горњи Град говори о његовом положају према Доњем Граду тј. Призренском утврђењу.

### Изглед утврђења
Манастирско утврђење, познатије као Вишеград (турски К`з-Кале) или Призренац састоји се из два дела:
1. Горњег Града односно цитаделе, који је подигнут у XII веку пре градње манастира
2. Доњег Града, који је подигнут у XIV веку око манастирских цркава

између којих се налазе два бедема (средњи и доњи), постављена паралелно са падином.
Горњи Град има основу издуженог петоугла са по једном кулом у сваком темену и смештен је на узвишењу (око 680m нмв) које се уздиже 150 метара изнад нивоа Бистрице. Природно заштићен оштрим стенама које се са три стране спуштају ка Бистрици (североисточне и северозападне) и малом потоку (југозападне), док се четврте (југоисточне) спуштају ка превоју који раздваја узвишење од остатка планинског масива. У њега се улази кроз Донжон кулу смештену на његовом, најприступачнијем, источном крају, која је приближно квадратне основе. Све четири стране су јој од камена, као и степенице којима се пело на више спратове, тако да она данас представља најочуванији део утврђења. Поред кула, у склопу Горњег Града се налази црквица посвећена светом Николи димензија 5.5 са 3 метра, тамнице и неколико других зграда. Сви ови објекти су сачувани само у темељима, а откривени су током истраживања обављаних 1927. године. Горњи Град је поседовао и цистерну за воду, која је 1993. године откривена уз западни бедем који је на том делу премазан слојем компактне глине, дебелим од 30 до 40 cm, иза кога се налазио тзв. филтер (слој песка и шљунка), што је класичан пример цистерне у средњовековним тврђавама. Данас се на простору Горњег Града налазе стационирани немачки припадници КФОРа.
Горњи Град је повезан са Доњим, бедемима који се спуштају низ стрму падину. Простор између њих је додатно ојачан са два бедема постављена паралелно са падином:
- средњи (око 615 m нмв)
- доњи (око 585 m нмв)

са по једном квадратном кулом смештеном на местима њиховог спајања.Источни бедем се спушта од Донжон куле ка североистока до југоисточног темена Доњег Града. Западни бедем полази од северозападне куле Горњег Града (врх петоугла) и спушта се ка северозападу до куле средњег бедема, пратећи гребен који се спушта ка Бистрици. Од ње се окреће ка североистоку до истурене куле Доњег Града, на речној обали.
Доњи Град има основу неправилног, приближно једнакокраког, троугла са краковима окренутим ка Бистрици и основом окренутом ка стрмој падини и цитадели. Темељи бедема су постављени у саму реку, а са унутрашње стране њиховог већег дела се налазе конаци и друге помоћне зграде. Главна капија је смештена на северозападној страни, у засебној кули испред које се налази камени мост преко Бистрице. Несупрот њега, налази се, нешто мањи, помоћни улаз. Поред конака смештених уз бедем, унутар Доњег Града налазе се:
- главна црква посвећена светим Архангелима, у средишту комплекса
- мања црква посвећена светом Николи, у јужном делу комплекса, уз стеновиту падину
- монументална трпезарија, у западном делу комплекса, уз стеновиту падину

Већи део бедема Доњег Града, као и објеката у њему, је зарушен до нивоа темеља, изузев југоисточног дела, уз мањи улаз, у коме се налази обновљени део конака.

## Прошлост тврђаве

### Прошлост локалитета пре подизања манастира
Током археолошких истраживања простора манастирског комплекса, најстарији пронађени налази су датирани у енеолитски период, док је извесно да је на овом простору, у млађем гвозденом добу, постојало насеље. Оно није наставило да се развија у античком периоду, али током IV, V и VI века настаје и развија се касноантичко-рановизантијско насеље, за које се сматра да би могло бити заштићено касноантичком утврдом, иако то још увек није потврђено истраживањима. Након овог периода, јављају се налази датирани у X, XI и XII век, док се сматра да је првобитно средњовековно утврђење (које је тада обухватало само петоуглу цитаделу на узвишењу изнад манастира) подигнуто у XII веку. Душанов деда, краљ Милутин (1282—1321), је Вишеград са малом градском црквом посвећеном светом Николи, поклонио призренском епископу као уточиште за случај рата, као што је, нешто касније, Маглич био склониште српског архиепископа смештеног у Жичи. Касније је Душан призренском епископу дао три села у замену са тврђаву Вишеград, коју је након тога приложио самом манастиру, повезавши их бедемима у једну целину.

### Подизање Манастира Светих Архангела
На месту Душановог манастира, постојао је старији манастир, посвећен светим Архангелима, у коме је Душан оздравио након тешке болести, због чега се одлучио да на том месту подигне своју задужбину. Припремни радови на изградњи нове цркве су започети 1343. године, судећи према Душановој повељи манастиру светог Петра Коришког издатој 19.05. те године, а освећена је током јесени 1347. године, пошто се Душан 01.08. те године спремао на пут у Призрен да присуствује освештавању цркве, а већ у децембру исте године се налазио на Светој гори. Почетак градње саме цркве се може сместити у 1348. годину, а сви радови су обављани под надзором игумана Јакова, који је касније постао епископ у Серу. Основни радови су приведени крају већ почетком наредне године, јер се у писму једног млетачког трговца из Трепче, од 24.03. 1348. године, износи притужба да не може да прода олово из свог трепчанског рудника, пошто је управник трга Трепча добио директно наређење, да по цену свог живота, не сме да изда олово никоме, осим игуману Светих Архангела за покривање манастира. Сматра се да је градња манастира са гробном црквом, пратећим објектима и заштитним бедемима окончана 1352. године.
Након своје смрти 20. децембра 1355. године, цар Душан је сахрањен у посебној гробници, смештеној у југозападном делу наоса цркве светих Архангела, која представља јединствено решење у српској архитектури. Након распада Српског царства, манастир је 1373. године послужио као уточиште дубровачким трговцима из Призрена, који су напустили град у страху од Николе Алтомановића (1366—1373).
У манастиру је 1375. године обављен последњи чин у процесу окончања српско-грчког црквеног раскола. Тада су над Душановим гробом српски и грчки свештеници обавили заједничку службу, чиме је довршен процес опозива казне изопштења са покојног цара.

### Вишеград и манастир током Отоманске владавине
После заузећа Призрена и његове околине 1455. године, Османлије су похарале и сам манастир. Исти писац, који је, свега неколико деценија раније, наводио да манастиру нема равног под Сунцем, након пљачке манастира наводи да је овај практично разорен, што довољно говори о размерама османлијског напада. Међутим манастирски живот овим разарањем није прекинут, али је извесно да комплекс није повратио свој стари сјај и да се налазио у сталном пропадању. Почетком XVII века, обављено је систематско рушење манастирске цркве да би се добио грађевински материјал којим је Софи Синан-паша 1615. године подигао своју џамију у центру Призрена, која се такође данас налази под заштитом републике Србије, као споменик културе од изузетног значаја. Не зна се да ли је у доба манастир још увек био активан, али је извесно да је напуштен после 1542. године. Током наредних векова сам локалитет је додатно уништаван разношењем преосталог грађевинског материјала за подизање, како грађевина у самом Призрену, тако и обичних кућа и временом су остаци некадашњих грађевина затрпани наслагама земље. Без обзира на то, положај манастира је остао познат у околном народу, тако да се цео простор повремено налазио на удару пљачкаша који прекопавали рушевине у потрази за скривеним манастирским благом.

### Истраживања манастирског комплекса током XX века
Прва археолошка истраживања локалитета, обавио је 1927. године професор др. Радослав Грујић уз помоћ министарстава вера и војске и морнарице. Током њих су на простору уз Бистрицу откривени темељи:
- главне цркве посвећене светим Архангелима
- мање цркве посвећене светом Николи
- дела конака и других објеката уз бедем крај Бистрице

док су на простору цитаделе Вишеграда обављени мањи истраживачки радови, током којих су откривени темељи црквице посвећене светом Николи и неколико других грађевина. У склопу главне цркве тада су пронађени остаци царске гробнице, унутар којих су откривене кости, за које се претпоставља да су припадале Душану Силном. Оне су две године касније пренете у Београд и сахрањене у посебном саркофагу у цркви светог Марка, док се манастир Светих Архангела не обнови.
Пронађени делови чувеног мозаичког патоса, украсне пластике и живописа су пренети у Музеј Јужне Србије (данашњи Музеј Македоније) у Скопљу, у коме се и данас налазе, док није познато где су завршили остали налази које у својим извештајима помиње Грујић и данас се сматра да су они трајно изгубљени. Поред тога, током транспорта до Скопља, делови мозаичког пода су додатно оштећени.
Након Другог светског рата, у периоду од 1961. до 1965. године, настављени су радови на истраживању комплекса, са којима су паралелно текли конзерваторски радови, а на челу истраживачког тима се налазио професоф Слободан Ненадовић. У овом периоду је истраживан источни и североисточни део платоа поред Бистрице на коме је откривен већи део конака, као и трпезарија, а по окончању радова је на месту Душановог гроба постављена мермерна плоча. Руководилац каснијих истраживања Михаило Милинковић је изнео озбиљне замерке на методе истраживања у овом периоду, које су, према његовој оцени, биле искључиво архитектонског карактера и нису биле у складу са археолошким принципима. Поред тога, он је указао на то да материјални налази нису издвајани и сачувани, већ су са осталим материјалом бачени у Бистрицу. На западном улазу у манастирски комплекс је 1968. године подигнут камени мост преко Бистрице који га је повезао са магистралним путем који пролази другом обалом реке, а током `70 година су настављени конзерваторски и рестаураторски радови.
Почетком `90 година се јавила идеја о обнови манастирског комплекса, за шта је један од предуслова било обављање додатних археолошких истраживања на том простору. Током 1992. године су изведена сондажна истраживања, након чега су, током наредне две године, уследила обимнија систематска заштитна истраживања, под руководством др. Михаила Милинковића.

### Обнова духовног живота и терористички напади на манастир
Обнова манастирског конака са радионицом и капелом је започела 1995. године, а 1998. године су окончани радови и он је поново постао активан мушки манастир. Обнова једног конака је представљала почетак пројекта о обнови комплетног манастира и његовог претварања у седиште рашко-призренске епархије.
Већ наредне године, дошло је до НАТО агресије на СРЈ која се окончала повлачењем југословенских снага безбедности из јужне српске покрајине. Свега неколико дана након доласка немачких припадника КФОРа, албански терористи су средином јуна 1999. године спалили и опљачкали обновљени конак, а једног од монаха, оца Харитона, су киднаповали у Призрену. Његово обезглављено тело је пронађено у лето 2000. године на једном призренском гробљу и сахрањено манастиру Црна Река у коме се замонашио, док његова глава никада није пронађена. Преостало манастирско братство је после његовог киднаповања напустило манастир, али су се након месец дана вратили у његове остатке.
Манастирски конак је обновљен уз помоћ Срба из Средачке и Сиринићке жупе, тако да је прослави 650. годишњице постојања манастира 26. јула 2002. присуствовало скоро 1.000 Срба. Овај јубилеј није прошао без инцидената, јер су Албанци у Призрену организовали протесте против њиховог доласка, а на цитадели Вишеграда је дошло до експлозије бомбе. Током мартовски нереда 2004, манастирски комплекс се поново нашао на удару албанских екстремиста, иако се практично налази у склопу базе КФОР-а. Цео конак је спаљен и разрушен, као и звоник и дуборезачка радионица, а страдала је и плоча на гробници цара Душана која је сломљена, док је сама гробница оскрнављена. Манастирско братство је претходно евакуисано, да би се већ у априлу вратило и наставило живот у шаторима и контејнерима које им је обезбедио КФОР. Након тога је уз помоћ локалних Срба започета обнова југоисточног дела конака, која је окончана у новембру исте године.
У манастиру Светих Архангела је 26. јула 2005, уз јаке снаге КФОР-а, организована прослава манастирске славе и 650. годишњице смрти цара Душана. Прослави је присуствовало неколико стотина Срба, међу којима су се нашли црквени великодостојници и државни функционери, а целу прославу је директно преносио други програм државне телевизије. Поред обновљеног конака, једно време се налазила велика репродукција слике Паје Јовановића „Проглашење Душановог законика“, изнад које је истакнута застава Србије. У мају 2007. је објављена студија о обнови целокупног манастирског комплекса, за коју је процењено да је потребно око 10 година и 8.326.000 евра.